# Leitfähigkeitsprüfung
Die Leitfähigkeitsprüfung ist eine Methode der zerstörungsfreien Werkstoffprüfung insbesondere von Metallen.
Sinn und Zweck dieser Prüfmethodik besteht darin, Kristallstrukturstörungen und Verunreinigungen zu entdecken, die das Werkstück hinsichtlich ihrer gewünschten Eigenschaften (Härte, Elastizität, Leitfähigkeit) ungewünscht verändern können.

## Prinzip
Zwischen der Wärmeleitfähigkeit und der elektrischen Leitfähigkeit besteht bei Metallen ein nahezu linearer Zusammenhang (Wiedemann-Franzsches Gesetz). Die elektrische Leitfähigkeit ist der Kehrwert des spezifischen Widerstandes. Damit kann die Prüfung der elektrischen und der thermischen Leitfähigkeit auf einer Widerstandsmessung aufbauen. Bei geringen Widerständen ist eine Vierleitermessung angebracht.
Durch Einschlüsse in einem Werkstück verändert sich die Leitfähigkeit, da die Elektronenbeweglichkeit durch Kristallstörungen und Korngrenzen sowie gelöste Fremdstoffe behindert wird.
Bei nominell reinen Metallen reagiert die Leitfähigkeit sehr empfindlich auf den Reinheitsgrad. Beispielsweise kann bei Kupfer eine Beimengung von < 0,1 % eine Leitfähigkeitsverminderung von > 10 % hervorrufen.

## Anwendung
- Zum elementaren Chemieunterricht gehört die Vermittlung der Fähigkeit, Stoffe zu erkennen, indem sie sich durch spezifische Eigenschaften charakterisieren lassen. Zu den einfachen Untersuchungen von Eigenschaften gehört auch die Prüfung auf elektrische Leitfähigkeit.[5]
- Für Werkstoffe aus Kupfer, deren Hauptanforderung darin besteht, eine hohe elektrische Leitfähigkeit zu besitzen („E-Kupfer“) unter Hintanstellung anderer Anforderungen wie mechanischer Festigkeit und Korrosionsbeständigkeit, ist ein Mindestwert der Leitfähigkeit genormt.[6][7] In diesem Fall obliegt die Leitfähigkeitsprüfung dem Hersteller.
- In der Werkstoffprüfung kann durch eine Leitfähigkeitsmessung über vorhandene oder nicht vorhandene Einschlüsse (Verunreinigungen, Lunker) nach einer Kaltverformung oder dem Gießen eine gewisse Sicherheit erlangt werden.[8]
- Für die Prüfung elektrisch und thermisch leitender Schweißverbindungen der Elektro- und Feinwerktechnik ist die Widerstandsmessung an Schweißstellen von Bedeutung.[9]